# Harka Ákos
Harka Ákos (Békésszentandrás, 1941. február 15. – ) középiskolai tanár, haltani kutató, a Magyar Haltani Társaság megalapítója és 16 éven át elnöke, 2022-től tiszteletbeli elnöke.

## Családja
Édesapja Harka Ödön állatorvos, édesanyja Geőcze Mária háztartásbeli, aki a férje 1949-ben bekövetkezett haláláig létbiztonságot adó családi környezetben, szeretettel és odaadással nevelte négy gyermekét. A családfő elvesztésével – a lelki fájdalom mellett – anyagilag is nehéz helyzetbe került a család, ezért Szarvasra költöztek, ahol az édesanyja munkát vállalt, a gyermekei taníttatására és nevelésére azonban emellett is mindig gondosan ügyelt.

## Iskolái
Az általános iskolát Békésszentandráson kezdte, de a negyedik osztálytól már Szarvason folytatta. A középiskolát is itt, a Vajda Péter Gimnáziumban végezte el, ahol 1959-ben érettségizett. Tanári diplomát előbb a Szegedi Tanárképző Főiskolán (1963), majd a József Attila Tudományegyetemen szerzett (1966), ahol 1974-ben summa cum laude minősítéssel doktorált is.

## Pedagógiai munkássága
Friss diplomás biológia–kémia szakos tanárként 1963-ban kapta meg kinevezését a tiszafüredi gimnáziumba, ahol négy évtizeden át tanított. Diákok sokaságával ismertette meg a természettudományos gondolkodás alapjait, nevelte őket a természet és az egészség megóvásának fontosságára, a tudomány és a tudás tiszteletére. A továbbtanulni szándékozó és kiemelkedően jó diákokkal külön is foglalkozott. Tehetséggondozó munkája eredményeként 26 alkalommal jutottak be tanítványai az országos középiskolai tanulmányi verseny 24-26 fős döntőjébe, s volt közöttük harmadik, második és első helyezett, de még nemzetközi diákolimpián dicsérettel szereplő diákolimpikon is. Didaktikai témájú írásai a Kémia Tanítása és a Biológia Tanítása című szaklapokban jelentek meg. Alkalmanként az egyetemi oktatásban is közreműködött, részben haltani témájú előadásokat tartott, részben a halak iránt érdeklődő és ilyen témából szakdolgozatot vagy diplomamunkát készítő hallgatók munkáját segítette külső konzulenseként.

## Kutatói tevékenysége

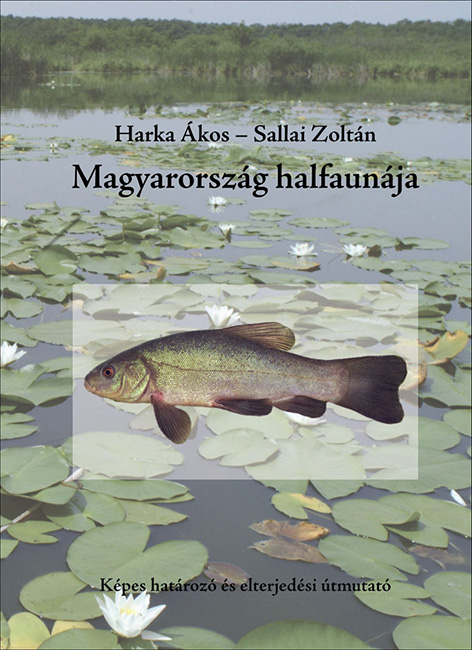
A magyar halkutatás egyik legfontosabb alapműve a mai napig, képes halhatározó, mely elterjedési térképeket is tartalmaz.

Szabadidejének jelentős részét a Tisza, a Tisza-tó és a hazai vizek haltani feltárására fordította, majd vizsgálatai kiterjedtek a határainkon túli területekre is. Újdonságként elsőként írta le a Kárpát-medencéből a távol-keletről származó amurgébet. A hazai vizek több évtizedig tartó faunisztikai felméréseinek összegzéseként 1997-ben jelent meg a Halaink című kötete, majd 2004-ben a társszerzővel írt Magyarország halfaunája, amely mindmáig a szakterület egyik alapműve.
Másik fontos kutatási témaköre a halak természetesvízi növekedése volt. Gazdasági jelentőséggel bíró halaink közül a csuka, a süllő és a különböző pontyformák életkorát és növekedését a pikkelyeik, a harcsa növekedését a mellúszó csontsugarából készített csontmetszetek évgyűrűi alapján határozta meg és írta le. Védett halaink közül a halványfoltú küllő, a bolgár csík, valamint a szivárványos ökle növekedését és állománynagyságát vizsgálva szolgált új adatokkal a tudomány számára.
A klímaváltozás vizsgálata során 2003-ban kimutatta, hogy az utóbbi fél évszázadban a Duna és a Tisza évi átlaghőmérséklete a légkör melegedésének (0,65 fok) majdnem a kétszeresét érte el (1,3, illetve 1,1 Celsius-fokot). Ennek következményeként jelezte az alsóbb folyószakaszokon élő halfajok megjelenését a felsőbb régióban, valamint a szaporodási időszakban magasabb hőmérsékletet igénylő halak, így például a Fekete-tenger vidékén élő egyes gébfajok spontán felvándorlását a folyókban. Ugyancsak a klímaváltozással magyarázta, hogy több halunknál (küsz, sujtásos küsz, vörösszárnyú keszeg, tarka géb stb.) meghosszabbodott a szaporodási időszak. Kutatási eredményeiről összességében mintegy százötven tudományos közlemény, valamint kétszáznál több szakcikk és ismeretterjesztő írás jelent meg.

## Tudományszervező és ismeretterjesztő munkája
Nyugdíjazását követően a haltani kutatás és ismeretterjesztés vált főtevékenységévé. Kezdeményezésére alakult meg 2005-ben a Magyar Haltani Társaság, amelynek 16 éven át volt az elnöke, emellett szerkesztette az egyesület évente megjelenő, tudományos dolgozatokat közlő kiadványát (Pisces Hungarici). A kutatás mellett az ismeretterjesztést is fontos feladatnak tekintette, ezért vezette be a társaság honlapján az „Év hala” választást, és ezért hozta létre a „Mit fogtam?” rovatot, amelyen – munkatársai bevonásával – beküldött fényképek alapján segít azonosítani a horgászok által föl nem ismert halakat. Hasonló célt szolgál a társszerzővel írt Halhatározó horgászoknak, halbarátoknak címmel 2017-ben és 2022-ben is megjelent zsebkönyve, amely félszáz rajzzal és 130-nál több színes fotóval könnyíti meg a halak felismerését.

## Elismerései
Romló egészsége miatt 2022-ben lemondott a Magyar Haltani Társaság elnöki tisztségéről, de ekkor a taggyűlés az egyesület tiszteletbeli elnökévé választotta. E megtiszteltetés mellett számos hivatalos elismerést is kapott munkásságáért. Tanári munkáját az Oktatásügy Kiváló Dolgozója (1973) és a Kiváló Pedagógus (1980) kitüntetés mellett a Pro Talento elismerés (2001) és a Rátz Tanár Úr Életműdíj (2012) minősíti. Kutatói, természetvédő és ismeretterjesztő tevékenységét a Pedagógus Kutatói Pályadíj (1999), a Pro Natura Emlékplakett (2004), a Pro Natura Díj (2018) és a köztársasági elnök által adományozott Magyar Arany Érdemkereszt (2015) értékeli. Munkája elismeréseként 2002-ben megkapta a Tiszafüred Város Díszpolgára címet, emellett a tiszafüredi gimnáziumban egy előadóterem, a Tisza-tavon halgazdálkodó kft. központjában pedig a tanácskozóterem viseli a nevét.

## Publikációi
Nagyobbrészt megtalálhatók a Magyar Tudományos Művek Tára és a Google Scholar oldalain:
- https://m2.mtmt.hu/gui2/?type=authors&mode=browse&sel=10031501&view=pubTable
- https://scholar.google.com/citations?view_op=list_works&hl=hu&hl=hu&user=pYoA_kYAAAAJ&sortby=pubdate

## Galéria

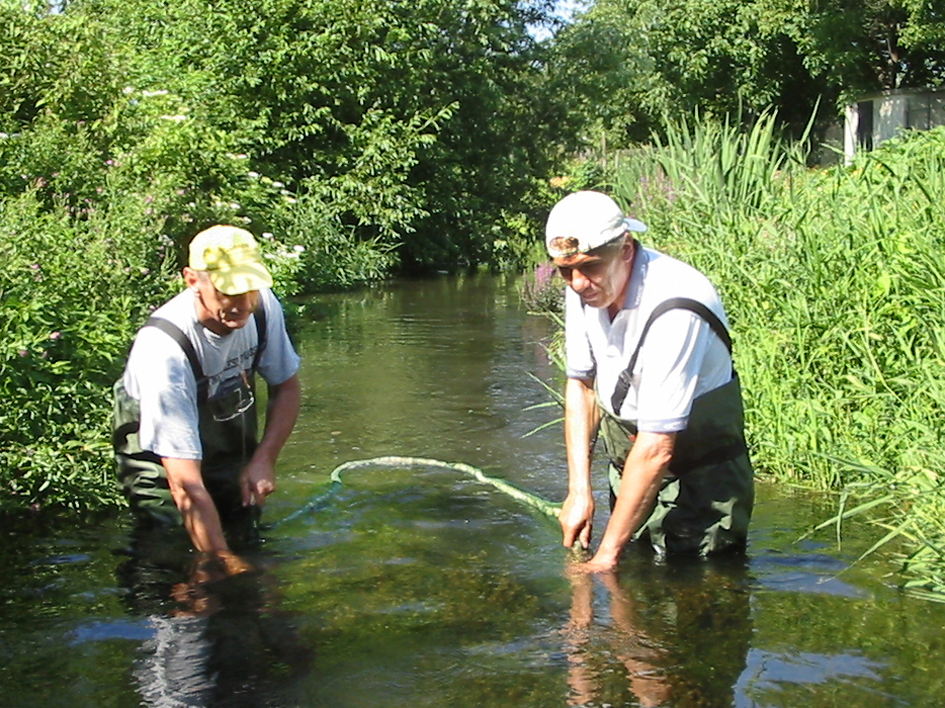
Harka Ákos és Szepesi Zsolt halfaunisztikai adatokat gyűjt kétközhálós mintavétel segítségével
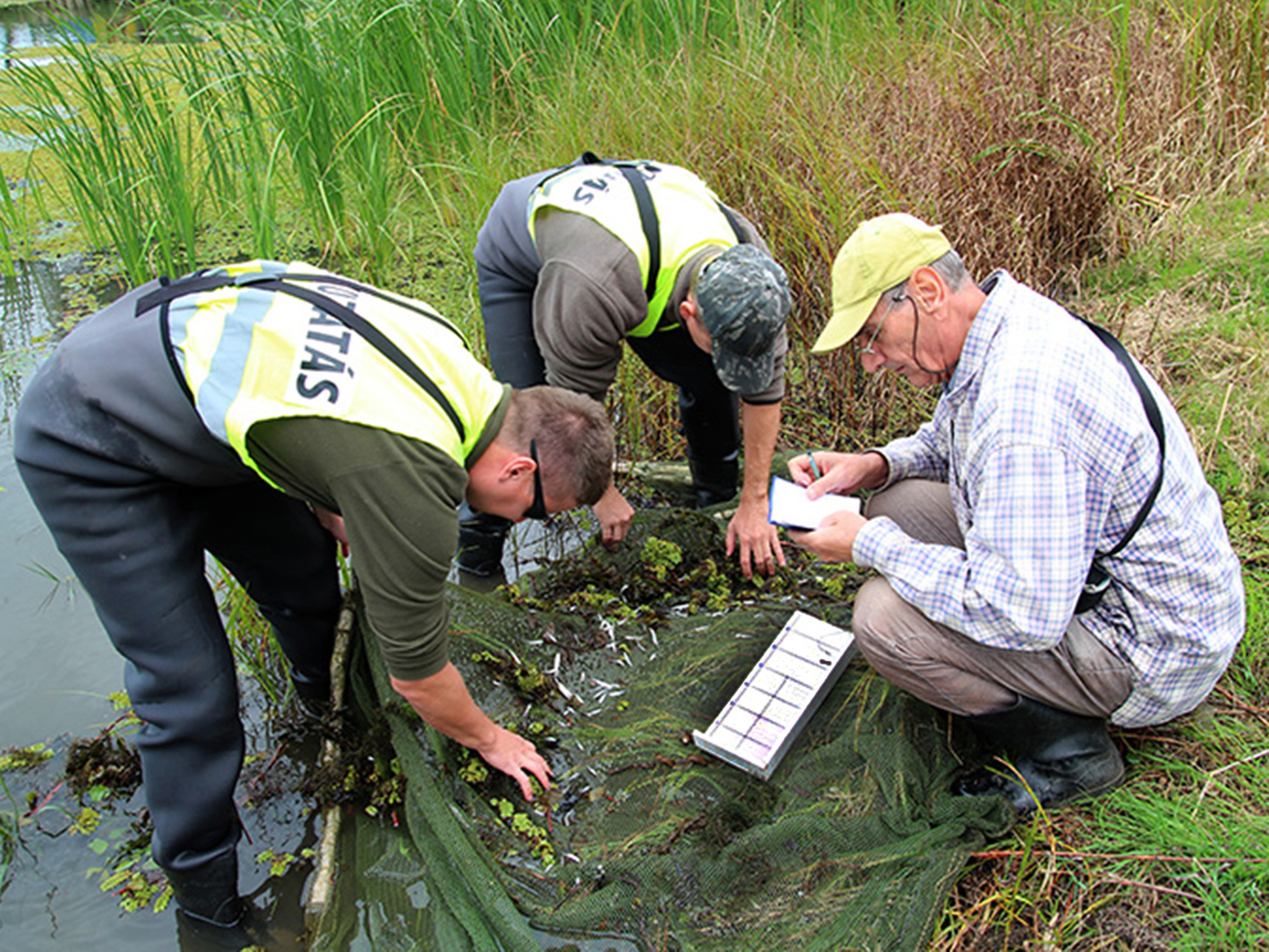
Ivadékfelmérés a Tisza-tavon 2015 őszén
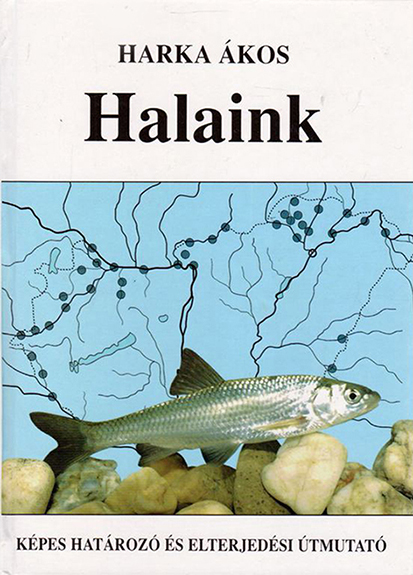
A kötetet képes határozóként is sokan forgatták, de igazi értékét az adta, hogy képet adott Magyarország halainak XX. század végi elterjedéséről
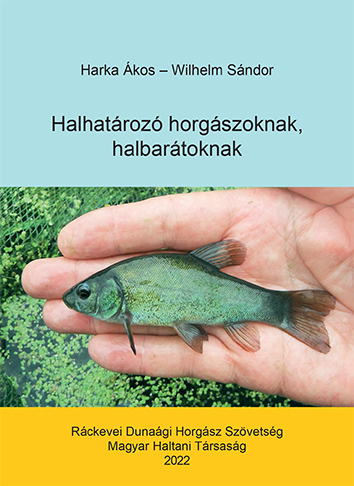
A zsebkönyv 2017-ben megjelent változata gyorsan elfogyott, de 2022-ben megjelent az második, módosított kiadása is